# 高玩
高玩（3世紀—3世紀），字伯珍，益州蜀郡人，為蜀漢到西晉間蜀地名士。

## 生平
年輕時與李密齊名，曾受學於蜀漢太常杜瓊，學術和技藝精深巧妙，且學問淵博。為人清正高尚，生活簡樸。蜀漢滅亡後被舉為孝廉，任曲陽令。後來又被朝廷徵招而當上太史令，離開曲陽時要求縣裡的綱紀不要離開縣界，此舉受到西晉政府稱讚。就在朝廷議論要好好重用他時，高玩不幸病逝。